# Velosnes
Velosnes is een gemeente in het Franse departement Meuse (regio Grand Est) en telt 130 inwoners (2004). De plaats maakt deel uit van het arrondissement Verdun. Het plaatsje ligt aan de Chiers die er over een afstand van ongeveer twee kilometer de grens vormt met België. 

## Geografie
| Aangrenzende gemeenten | Aangrenzende gemeenten          | Aangrenzende gemeenten | Aangrenzende gemeenten | Aangrenzende gemeenten |
| ---------------------- | ------------------------------- | ---------------------- | ---------------------- | ---------------------- |
| Verneuil-Grand         |                                 | Écouviez               |                        | Rouvroy                |
|                        |                                 |                        |                        |                        |
| Villécloye             | Épiez-sur-Chiers Charency-Vezin |                        |                        |                        |
|                        |                                 |                        |                        |                        |
| Bazeilles-sur-Othain   |                                 | Othe Flassigny         |                        | Villers-le-Rond        |

De onderstaande kaart toont de ligging van Velosnes met de belangrijkste infrastructuur en aangrenzende gemeenten.

## Demografie
Onderstaande figuur toont het verloop van het inwonertal (bron: INSEE-tellingen).